# Satyrex
Genre
Satyrex est un genre d'araignées mygalomorphes de la famille des Theraphosidae.

## Répartition
Les espèces de ce genre se rencontrent en Arabie et en Somalie.

## Liste des espèces
Selon World Spider Catalog (version 26, 29/07/2025) :
- Satyrex arabicus Zamani & von Wirth, 2025
- Satyrex ferox Zamani, von Wirth & Stockmann, 2025
- Satyrex longimanus (Pocock, 1903)
- Satyrex somalicus Zamani & von Wirth, 2025
- Satyrex speciosus Zamani, von Wirth & Just, 2025

## Systématique et taxinomie
Ce genre a été décrit par Zamani et von Wirth en 2025 dans les Theraphosidae.

## Publication originale
- Zamani, von Wirth, Fabiánek, Höfling, Just, Korba, Petzold, Stockmann, Elmi, Vences & Opatova, 2025 : « Size matters: a new genus of tarantula with the longest male palps, and an integrative revision of Monocentropus Pocock, 1897 (Araneae, Theraphosidae, Eumenophorinae). » ZooKeys, vol. 1247, p.  (texte intégral).